# Hóa thạch

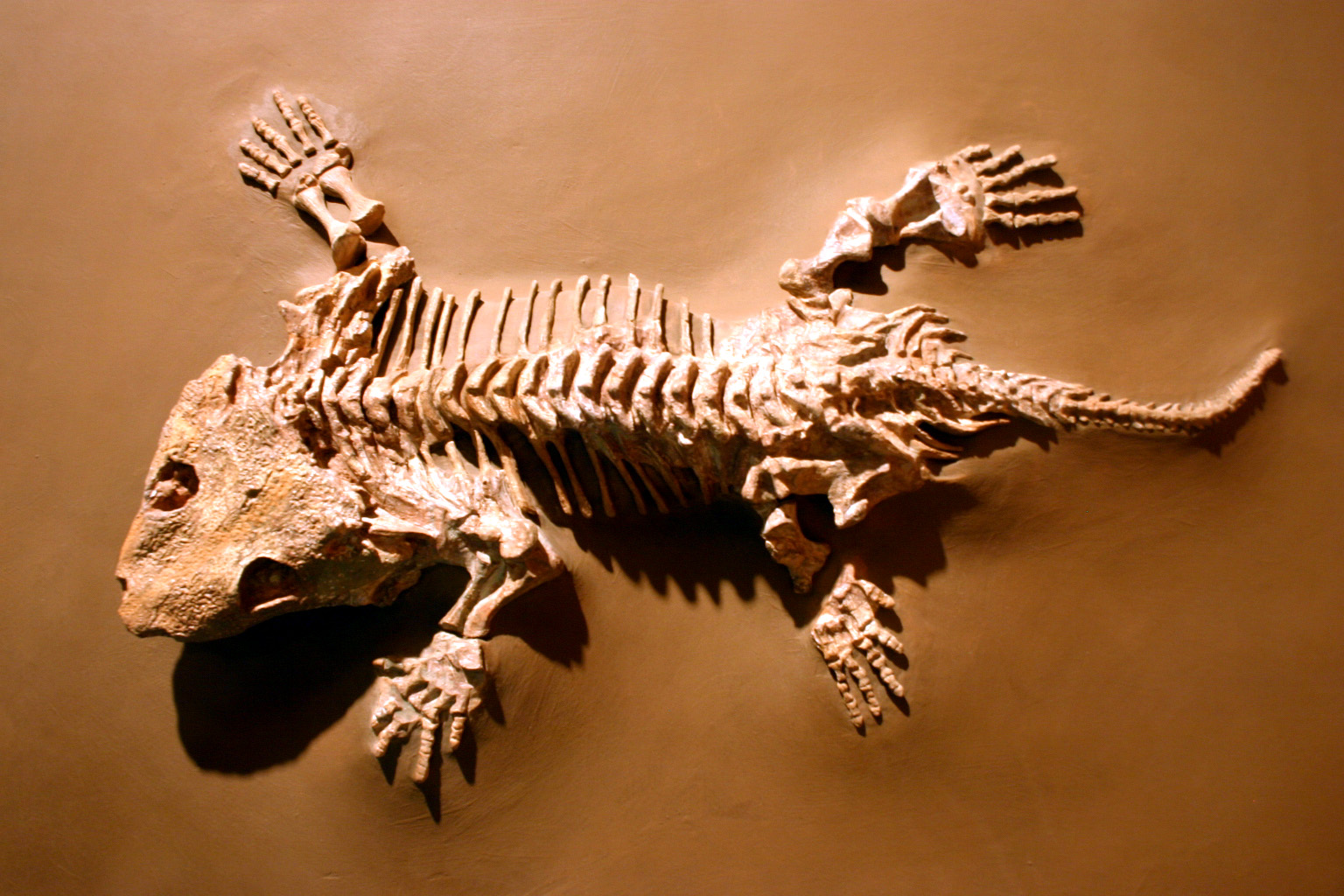
Hóa thạch của loài Seymouria (đã tuyệt chủng)

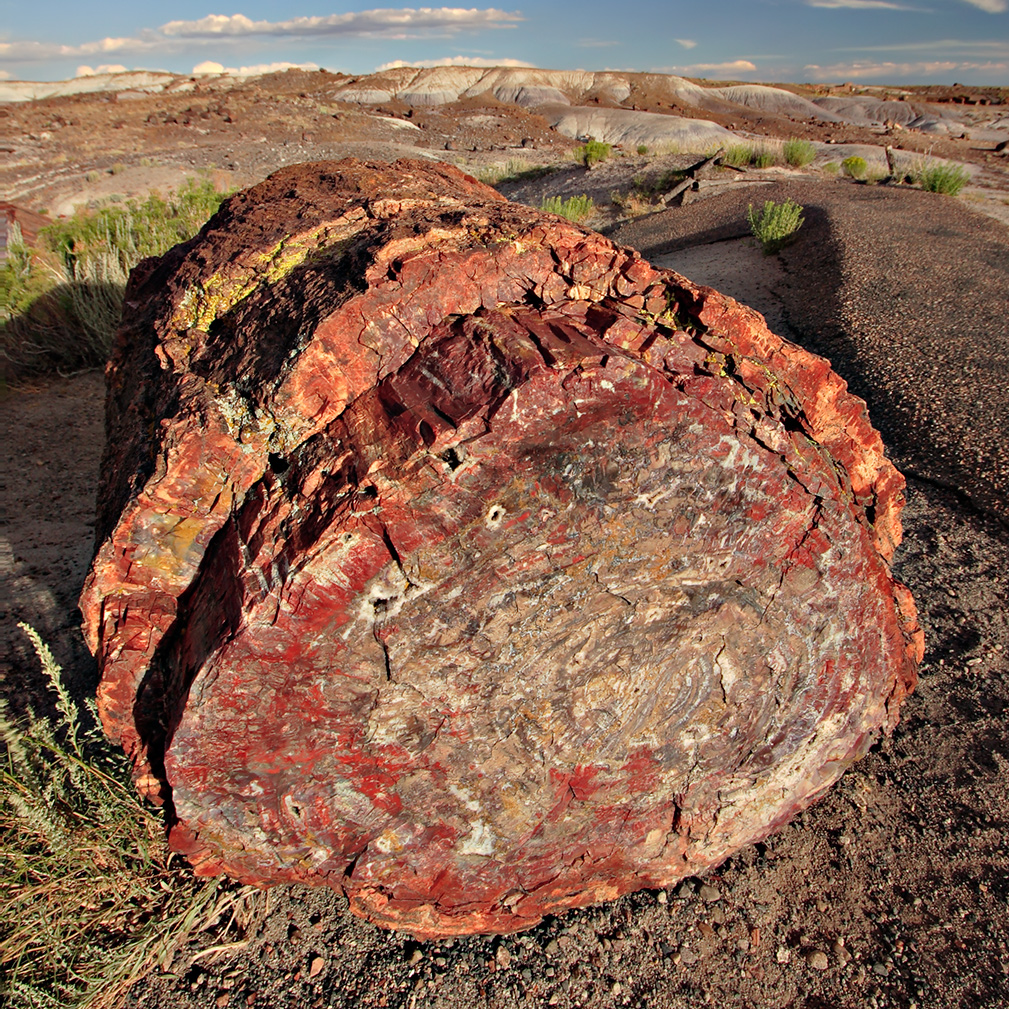
Gỗ hóa thạch tại Vườn quốc gia rừng hóa đá. Cấu trúc bên trong của cây và vỏ cây được duy trì trong quy trình hoán vị.

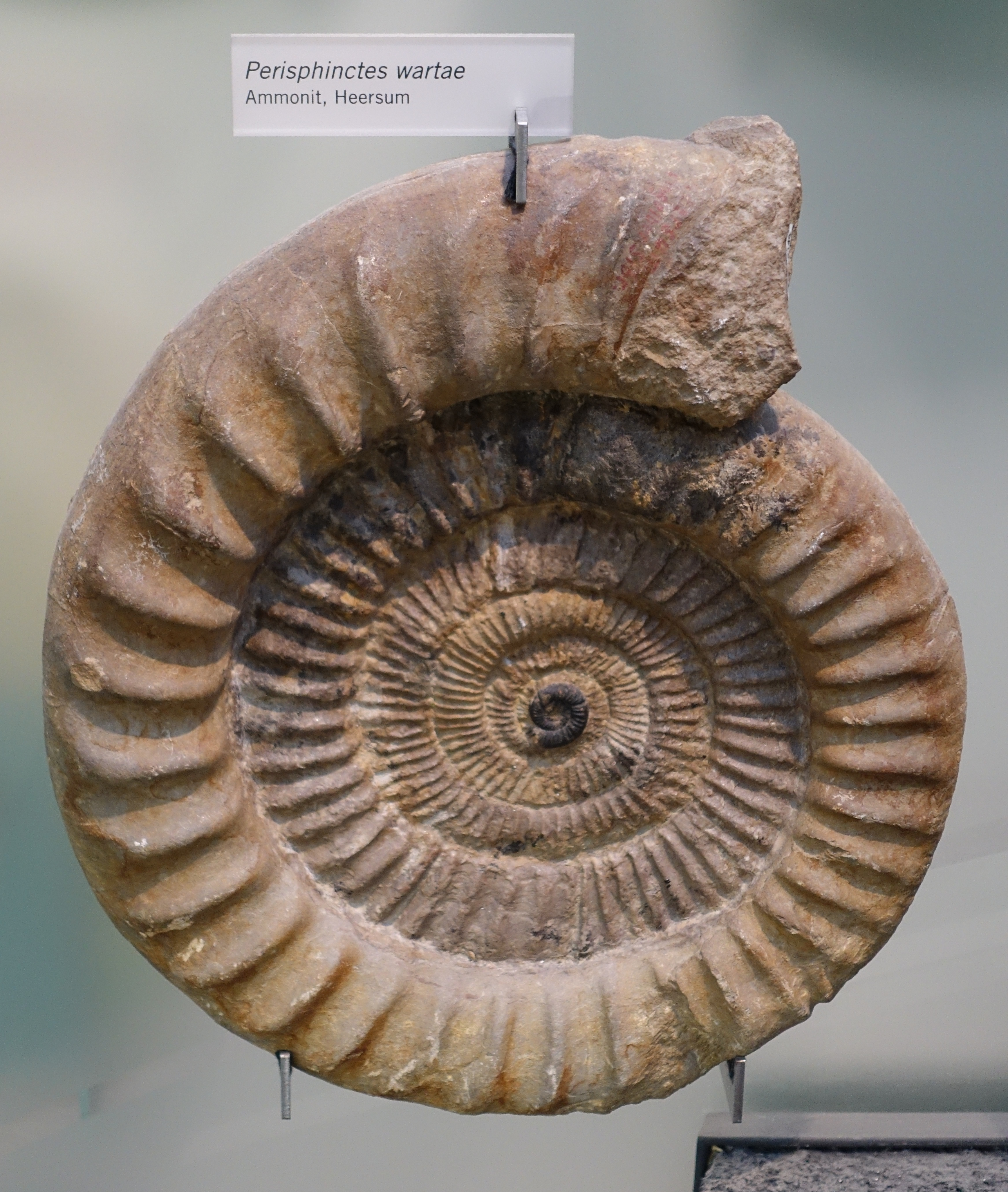
Hóa thạch của một loài trong Cúc đá

Hóa thạch là những di tích và di thể (xác chết, vết chân, bộ xương, lớp vỏ cứng...) của sinh vật được bảo tồn trong các lớp đá, là đối tượng nghiên cứu chủ yếu của ngành cổ sinh vật học.
Trải qua một thời gian dài tồn tại của Trái Đất, đã có rất nhiều sinh vật từng sinh sống . Những sinh vật này sau khi chết, xác hoặc những dấu vết của các hoạt động sống là những chứng cứ được lưu giữ lại, theo sau một thời gian xác của chúng bị phân hủy (thối rữa), chỉ những bộ phần cứng như vỏ xương hoặc cành cây... được bao bọc bởi các trầm tích vật và trải qua quá trình hóa thạch để trở thành đá, nhưng vẫn giữ lại được những hình thái kết cấu (thậm chí một vài chi tiết nhỏ cấu tạo bên trong) đồng thời những dấu vết hoạt động của những sinh vật thời kỳ đó cũng được bảo lưu như vậy .
Nguồn gốc tên gọi "hóa thạch" trong tiếng Anh, từ "fossil" bắt nguồn từ latinh "fossilis" với nghĩa là "đào lên".

## Lịch sử nghiên cứu hóa thạch

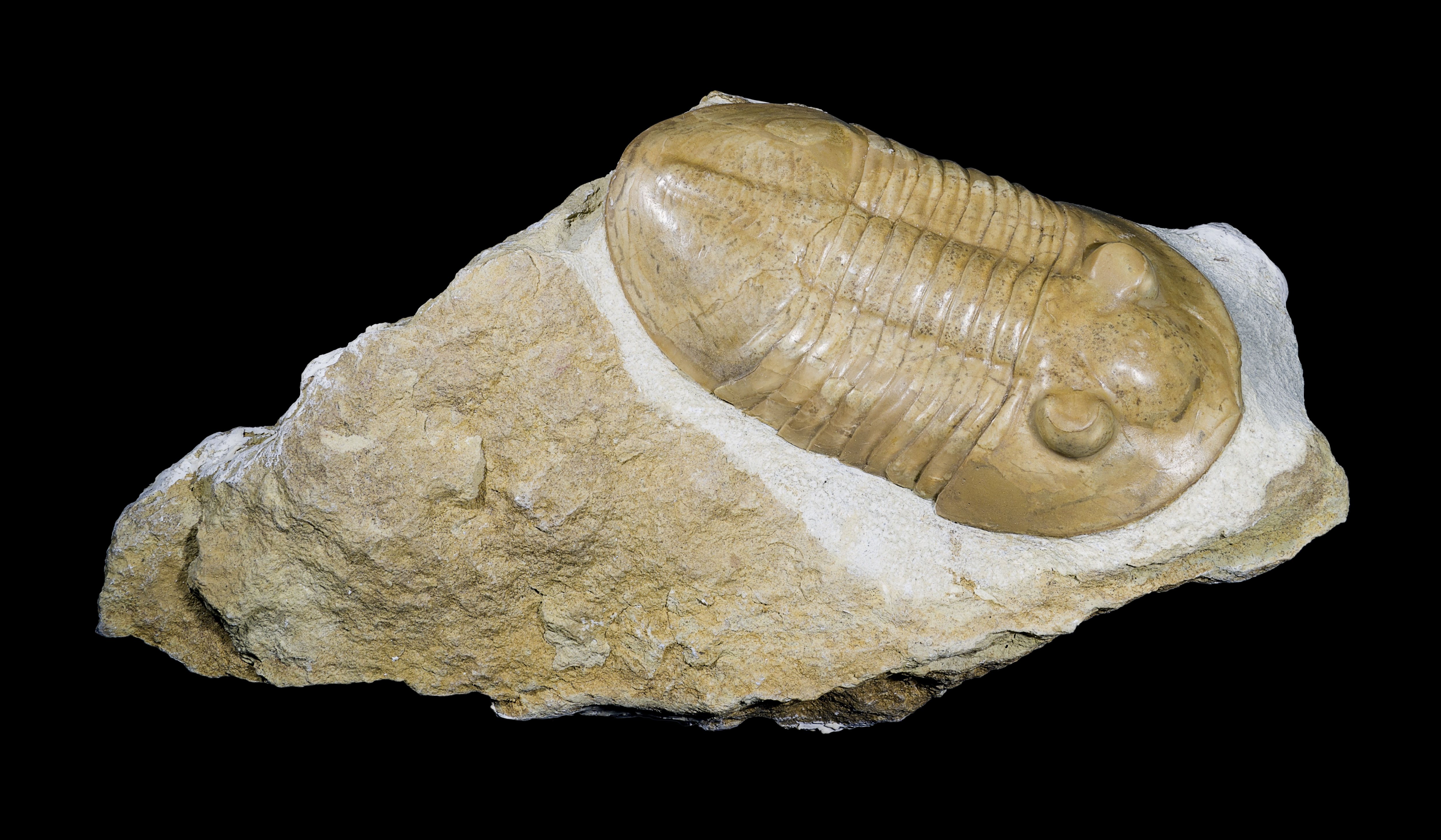
Hóa thạch một loài bọ ba thùy (tên khoa học: Pseudoasaphus praecurrens), niên đại: Đại Cổ Sinh, Kỷ Ordovic (468 – 460 triệu năm trước), phát hiện tại bãi trầm tích sông Koporka, Sankt-Peterburg, Nga. Hiện vật hiện trưng bày tại Bảo tàng Toulouse.

Trong những ghi chép còn để lại từ xa xưa, có một nhóm học giả người Hy Lạp đã rất ngạc nhiên trước những di tích tồn tại của cá, vỏ sò và một vài dạng sinh vật biển được tìm thấy ở trên núi và sa mạc. Năm 450 trước công nguyên Herodotus đã đề cập tới sa mạc Ai Cập và cũng khẳng định rằng ở đó trước đây một phần bị bao phủ bởi biển Địa Trung Hải, năm 400 trước công nguyên Aristoteles tuyên bố: "hóa thạch là do vật chất hữu cơ tạo thành, nhưng hóa thạch bị ép vào trong tầng đất đá là do một tác dụng làm mềm trong vỏ Trái Đất gây ra". Một học trò của ông là Theophrastus năm 350 trước công nguyên cũng đã đưa ra được một vài hóa thạch của các dạng sinh vật, nhưng lại cho rằng hóa thạch do trứng và hạt của cây trong lớp đá phát triển mà thành....
- Strabo (63-20 TCN) cũng chú ý đến những hóa thạch của các sinh vật biển tìm thấy dưới lớp đất dưới đáy.
- Trong gia đoạn đen tối của thời kỳ trung cổ, con người có nhiều cách lý giải khác nhau về hóa thạch. Có người cho rằng đó là hiện tượng kỳ bí của thiên nhiên hoặc đó là sản phẩm của ma quỷ tạo ra để mê hoặc con người. Những lời đồn đại mê tín và sự cấm đoán của các tôn giáo đã cản trở việc nghiên cứu hóa thạch vài trăm năm. Mãi đến đầu thế kỷ 15 là thời kỳ khởi nguồn cho việc phổ biến và tiếp thu những kiến thức về hóa thạch, con người đã hiểu rằng hóa thạch là tàn tích của những sinh vật trước kia, nhưng vẫn cho rằng đó là những dấu vết của cuộc đại hồng thủy được ghi trong thánh kinh. Các nhà khoa học và các nhà thần học đã tranh cãi nhau suốt 300 năm sau đó. Đến thời kỳ phục hưng có một vài nhà khoa học đầu tiên mà tiêu biểu là Leonardo da Vinci (1452-1519) đã đề cập tới hóa thạch và đã kiên quyết phủ nhận việc liên quan của hóa thạch với đại hồng thủy, và cũng đã phủ nhận ý kiến cho rằng hóa thạch chỉ xuất hiện ở trên núi cao, họ cũng tin rằng hóa thạch là chứng cứ của những sinh vật cổ đại và cũng cho rằng
- Biển Địa Trung Hải trước đây đã bao phủ toàn bộ nước Ý trước đây khi đáy biển lên xuống do các hoạt động địa chất hình thành lên bán đảo Italy.
- Xác của sinh vật cổ đại vẫn được lưu giữ lại trong bề mặt đáy biển.

Cuối thế kỷ 18 và đầu thế kỷ 19 đã hình thành lên được một cơ sở vững chắc cho việc nghiên cứu hóa thạch và tạo nên một môn khoa học. Từ đó đến nay hóa thạch thường phát hiện chủ yếu tại tầng đá trầm tích ngoài biển. Khi các trầm tích vật như đá vôi, vụn cát, vỏ xương của động vật bị đè nén rồi kết dính với nhau tạo thành đá, và tạo nên một phần trầm tích mặt biển (seafacies). Rất hiếm gặp hóa thạch xuất hiện trong các đá núi lửa và đá biến chất (metamorphic rock) bởi vì:
- Đá núi lửa ở trạng thái trước đó là dạng nóng chảy và không tồn tại sự sống.
- Còn đá biến chất đã trải qua những biến đổi rất lớn mà thành khiến cho hình dạng ban đầu của hóa thạch trong đó hầu như bị phá hủy và không còn lại nguyên vẹn. Tuy vậy nếu như may mắn còn được giữ lại trong lớp đá trầm tích một vài hóa thạch thì đó chỉ là một bộ phận rất nhỏ động thực vật thuộc thời kỳ đó mà thôi.

Bằng việc kiểm chứng những điều kiện khắc nghiệt trong quá trình hình thành lên hóa thạch cũng dễ hiểu vì sao những vết tích còn lưu lại trong lớp đá trầm tích (sedimentary rock) cũng chỉ là một bộ phận rất nhỏ còn sót lại từ những sinh vật thuộc thời kỳ trước.

## Điều kiện hình thành hóa thạch
Mặc dù một sinh vật có thể hình thành nên hóa thạch hay không đều được quyết định bởi rất nhiều những nhân tố, nhưng có 3 nhân tố cơ bản nhất:
1. Sinh vật nhất thiết phải có những bộ phận cứng khó phân hủy như xương, vỏ răng và gỗ.... sau đó ở vào một điều kiện vô cùng thuận lợi cho dù là những sinh vật mềm yếu như côn trùng hoặc sứa cũng có thể hình thành nên hóa thạch.
2. Sinh vật khi chết phải được bảo vệ để tránh khỏi những tác động phá hủy, nếu như các phần cơ thể của nó bị nghiền nát hoặc bị ăn mòn thì khả năng tạo thành hóa thạch của sinh vật không thể thực hiện được.
3. Sinh vật cần thiết phải được rơi xuống dưới mồ bởi những vật chất có thể giúp nó chống lại những điều kiện khắc nghiệt có thể khiến nó bị phân rã. Xác của những sinh vật ở biển thường rất dễ hình thành hóa thạch. Bởi vì xác sinh vật biển chết sau khi lắng xuống đáy biển bị cát phủ lấp, cát trong những niên đại địa chất sau đó sẽ biến thành đá vôi (limestone) hoặc đá phiến (schist), những vật liệu trầm tích (sediment) nhỏ không dễ làm tổn hại đến xác của sinh vật.